# MRT Bangkok

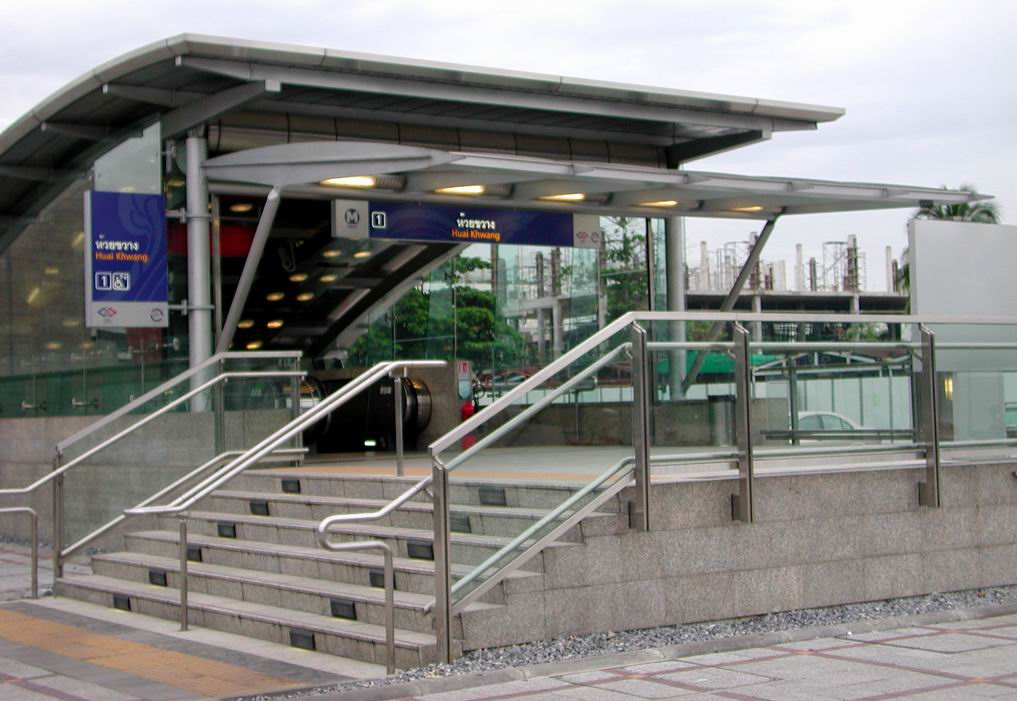
Ingang van station Huay Kwang

De MRT (Metropolitan Rapid Transit, Thai: รถไฟฟ้ามหานคร) vormt samen met de Skytrain de metro van Bangkok. De MRT werd op 3 juli 2004 geopend.  De MRT telde bij de opening slechts 1 lijn met 18 stations, twintig jaar later zijn dat er vier.
Bij de opening werd de hoop gekoesterd dat de metro ook een positieve impuls zou geven aan het aantal reizigers dat gebruikmaakt van de Skytrain. In tegenstelling tot deze Skytrain, een geheel bovengronds metrosysteem, rijdt de MRT deels ondergronds.
Op 3 plaatsen is er een overstap mogelijk tussen de nieuwe metro en de Skytrain, namelijk: Chatuchak en Sukhumvit soi 21 (Asoke) op de Sukhumvit lijn, en Silom/Saladeang op de Silomlijn. De metrolijn doet onder andere het belangrijke station Hua Lamphong aan.

## Opening
Vanwege de toenemende verkeersdrukte op de wegen in Bangkok werd de metro een maand eerder geopend dan de geplande datum 12 augustus 2004 (de verjaardag van koningin Sirikit). Op 3 juli 2004 openden koning Rama IX en koningin Sirikit om 19.19 uur lokale tijd het systeem voor het publiek. Vanaf 13 april, samenvallend met het begin van het Songkran-festival, werden echter al de eerste testritten gehouden voor genodigden, voornamelijk parlementsleden, ambassadeurs en hun familie en vrienden.

## Ongeval
Op 16 januari 2005 vond er een ongeval plaats tussen een stilstaande volle metro en een rijdende lege metro. Dat was tevens het eerste ongeval sinds de opening. Hierbij vielen meer dan 100 gewonden. Hierna is de metrolijn een tijd gesloten geweest, voor onderzoek naar de oorzaak van het ongeluk.

## Uitbreidingsplannen
De Thaise overheid had het plan de metrolijnen uit te breiden in 5 jaar (2004-2009).
Het plan omvat de aanleg van 3 nieuwe lijnen met een totale lengte van 91 km met een groter bereik in Bangkok.
De plannen zijn als volgt:
- Blauwe Lijn verlengingen:

1. Bang Sue – Bang Phlat – Tha Phra (13 km)
2. Hua Lamphong – Tha Phra – Bang Khae (14 km)

- Oranje lijn: Bang Kapi – Sam Sen – Bang Bamru (24 km)
- Paarse Lijn: Bang Yai – Sam Sen – Rat Burana (40 km)
- Gele Lijn: Lat Phrao – Sri Nagarindra – Samut Prakan (30.4 km)
- Roze Lijn: Khae Rai – Min Buri (34.5 km)